# 11336 Piranesi
11336 Piranesi (tên chỉ định: 1996 NS3) là một tiểu hành tinh vành đai chính. Nó được phát hiện bởi Eric Walter Elst ở Đài thiên văn La Silla ở Chile ngày 14 tháng 7 năm 1996. Nó được đặt theo tên Giovanni Battista Piranesi, an Italian artist of the 18th century.